# Battaglia di Pelecano
La battaglia di Pelecano o di Pelekanos, fu combattuta fra bizantini e ottomani, tra il 10 giugno e l'11 giugno 1329.

## La battaglia
Essendosi accorto che la situazione in Bitinia era pessima, l'imperatore Andronico III Paleologo armò 6000 soldati e sbarcò a Nicomedia dove lasciò 2000 soldati per rinforzare le difese.
Lasciata la città l'esercito bizantino marciò per tre giorni, finché non trovò l'accampamento nemico, e il 10 giugno del 1329 iniziò la battaglia.
Verso sera i bizantini erano in vantaggio, ma avevano subito più perdite di quelle che un esercito così piccolo si poteva permettere, quindi Giovanni Cantacuzeno, luogotenente del basileus, consigliò ad Andronico III di ritirarsi ordinatamente al fare dell'alba, in modo da non essere massacrati dagli ottomani.
Così fecero, ma l'esercito fu attaccato ai lati dagli arcieri nemici e quindi i bizantini si diedero all'inseguimento di questi ultimi nel tentativo di disperderli, finendo per essere accerchiati.
L'Imperatore, ferito, fu trasportato a Costantinopoli in barella, ma alcuni soldati diffusero la notizia falsa che l'Imperatore era morto e fu difficile per Giovanni convincere i soldati che l'Imperatore era salvo. La battaglia di Pelecano fu il primo scontro tra ottomani e bizantini; non si risolse con un completo disastro, ma dimostrò ai bizantini la loro condizione di debolezza.